# John Coard Taylor
John Coard Taylor (* 1. Januar 1901 in Cranford, New Jersey; † 25. Juni 1946 in Manhattan) war ein US-amerikanischer Sprinter und Hürdenläufer.
Bei den Olympischen Spielen 1924 in Rom wurde er Fünfter über 400 m.
1922 wurde er US-Meister über 220 Yards Hürden. Seine persönliche Bestzeit über 400 m von 48,1 s stellte er am 13. Juni 1924 in Cambridge auf.